# 哈德良拱门
哈德良拱门（Arch of Hadrian）是位于雅典卫城东南方325米處的一座拱門。

## 沿革
該拱門横跨希腊雅典中心的一条古老的道路，这条路通往城市的东侧包括奥林匹亚宙斯神庙在内的建筑群。据说兴建这座拱门是为了庆祝罗马皇帝哈德良在公元131或132年的到访，皇帝来此是为了当时附近新建的神庙，向该市捐献了大量财物，对于如此重大的荣幸，需要以适当的方式表示尊敬。虽然不能确定是谁修建了此门，但是负责设计和修建的可能是雅典或其他希腊城市的公民。在拱门的正反两面都刻有文字，分别称忒修斯和哈德良为雅典城市的创建者。目前尚不能确定，这里的城市是指整个城市或城市的两个部分：老城和新城。但是，早期的想法认为拱门标志着古代城墙的位置，因而区分了该市的老城和新城，但是已被进一步的挖掘证明不正确。 